# Годылов
Годылов (укр. Годилів) — село в Великокучуровской сельской общине Черновицкого района Черновицкой области Украины.
До 2020 года входило в Сторожинецкий район
Население по переписи 2001 года составляло 1255 человек. Почтовый индекс — 59053. Телефонный код — 3735. Код КОАТУУ — 7324582002.